# Sciapus restrictus
Sciapus restrictus är en tvåvingeart som först beskrevs av Frederick Wollaston Hutton 1901.  Sciapus restrictus ingår i släktet Sciapus och familjen styltflugor. Inga underarter finns listade i Catalogue of Life.